# 華淳
華淳（？—？），直隸順天府大興縣民籍，浙江嘉興府秀水縣人，明朝政治人物。

## 生平
正德五年（1510年）庚午科浙江鄉試舉人，九年（1514年）甲戌科三甲第二十三名進士。授行人司行人，十二年（1517年）八月升兵科給事中。